# Carl Wilhelm Müller

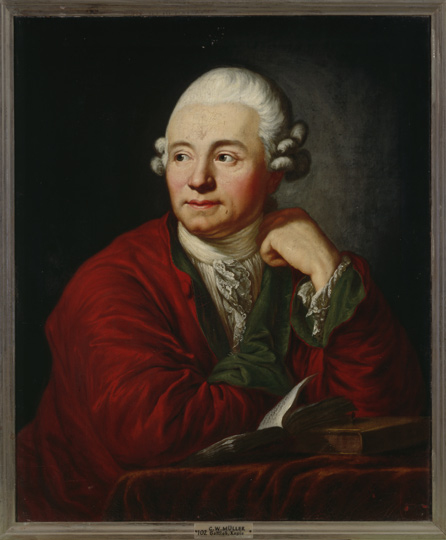
Carl Wilhelm Müller, Gemälde von Ernst Gottlob nach Anton Graff, um 1780, Gleimhaus Halberstadt

Carl Wilhelm Müller (* 15. September 1728 in Knauthain; † 28. Februar 1801 in Leipzig) war ab 1778 bis zu seinem Tod mehrfach Bürgermeister der Stadt Leipzig. In dieser Funktion machte er sich vor allem um das Schulwesen und die städtebauliche Gestaltung Leipzigs verdient.

## Leben
Müller wurde als Sohn eines Knauthainer Ortsrichters und späteren Leipziger Gerichtsdirektors geboren. Nach dem Besuch der Fürstenschule Pforta studierte er von 1741 bis 1750 an der Universität Leipzig Rechtswissenschaften, Geschichte und Philosophie. Anschließend arbeitete er als Anwalt am Oberhofgericht in Leipzig. Während dieser Zeit gründete er einen literarischen Gesprächskreis, verfasste Gedichte und gab in Zusammenarbeit mit Christian Felix Weiße (1726–1804) einen Gedichtband heraus. Ab dem Jahr 1756 veröffentlichte er die Zeitschrift Brittische Bibliothek, die sich mit Neuerscheinungen der englischen Literatur befasste.
Sein politisches Wirken begann 1759, als er Mitglied des Rats der Stadt Leipzig wurde. Ab 1771 fungierte Müller als Stadtrichter. 1775 wurde er zum Vorsteher der Ratsbibliothek und 1776 zum Stadtbaumeister ernannt. Die sächsische Regierung ernannte ihn zudem 1778 zum Fürstlichen Geheimen Kriegsrat. Im gleichen Jahr wurde Müller zum ersten Mal zum Bürgermeister von Leipzig gewählt. Der ersten Amtszeit schlossen sich in den Jahren 1778/79, 1781/82, 1784/85, 1786/87, 1788/89, 1790/91, 1792/93, 1794, 1795/96, 1797/98 und 1799/1800 weitere Amtsperioden an.
Während seiner Zeit an der Spitze des Leipziger Rats wurden auf sein Betreiben hin zahlreiche städtebauliche Veränderungen vorgenommen, die auch heute noch das Stadtbild Leipzigs prägen. So forcierte er ab 1784 die Anlegung von Parkanlagen im Bereich der abgetragenen Stadtbefestigung. Auf diese Weise entstanden unter der Regie des Stadtbaudirektors Johann Carl Friedrich Dauthe (1746–1816) der Promenadenring, dem der heutige Straßenring um die Leipziger Innenstadt entspricht, der Schwanenteich, der Schneckenberg sowie der Augustusplatz. Auf Anregung Müllers hin wurden durch Dauthe 1781 der erste städtische Konzertsaal über dem Alten Zeughaus erbaut (Gewandhaus) und 1785–1796 die Nikolaikirche im Stil des Klassizismus umgestaltet. Besonderes Augenmerk richtete Müller auch auf die Förderung des Leipziger Schulwesens. 1783 war er Vorsteher der Nikolaischule geworden. Während seiner Amtszeit wurde 1792 mit der Ratsfreischule die erste öffentliche Volksschule und 1804 die Erste Bürgerschule eröffnet.
Carl Wilhelm Müller war der erste Vorsteher der Gesellschaft Harmonie in Leipzig.

## Ehrung

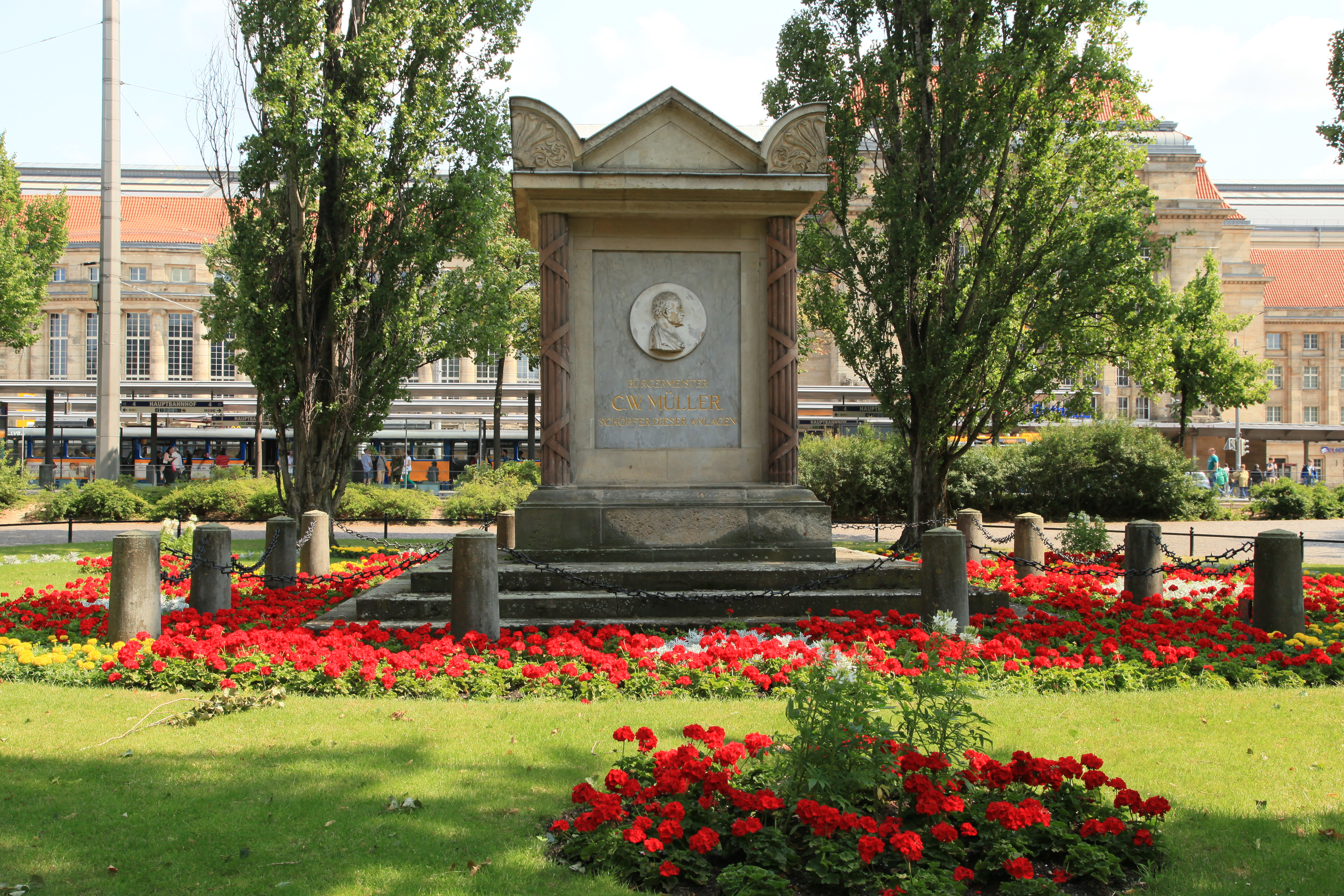
Das Bürgermeister-Müller-Denkmal in Leipzig (2015)

Im öffentlichen Bewusstsein ist Müller heute durch das im Juli 1819 auf Betreiben Leipziger Kaufleute hin erbaute Denkmal in der Müller-Anlage am Willy-Brandt-Platz gegenüber dem Hauptbahnhof präsent. Das nach einem Entwurf von Johann Friedrich August Tischbein (1750–1812) vom Stadtbaudirektor August Wilhelm Kanne (1783–1827) geschaffene Monument besteht aus einem marmornen Quader, an dessen Südseite ein von Johann Gottfried Schadow (1764–1850) geschaffenes Medaillon mit dem Bildnis Müllers angebracht ist. Das originale Medaillon ist mittlerweile verschwunden, es wurde 1984 durch eine Kopie ersetzt.
Im Leipziger Stadtteil Knauthain steht noch heute Müllers Geburtshaus, im Volksmund Bürgermeister-Müller-Haus genannt. Das 1723 errichtete Gebäude wurde ab Ende 2008 vor dem Verfall gerettet. 2013 wurde darin ein Café eröffnet und ein Künstleratelier zog ein.